# 3,5-Prozent-Regel
Die 3,5-Prozent-Regel ist ein Konzept aus der Politikwissenschaft, das besagt, dass eine Regierung wahrscheinlich stürzt, wenn 3,5 % der Bevölkerung eines Landes gewaltfrei gegen sie protestieren oder sich anderweitig am Widerstand gegen sie beteiligen. Die Regel wurde 2013 von Erica Chenoweth formuliert. Sie entstand aus Erkenntnissen, die ursprünglich 1995 vom Politikwissenschaftler Mark Lichbach in seinem Buch The Rebel's Dilemma: Economics, Cognition, and Society veröffentlicht wurden.

## Entstehung

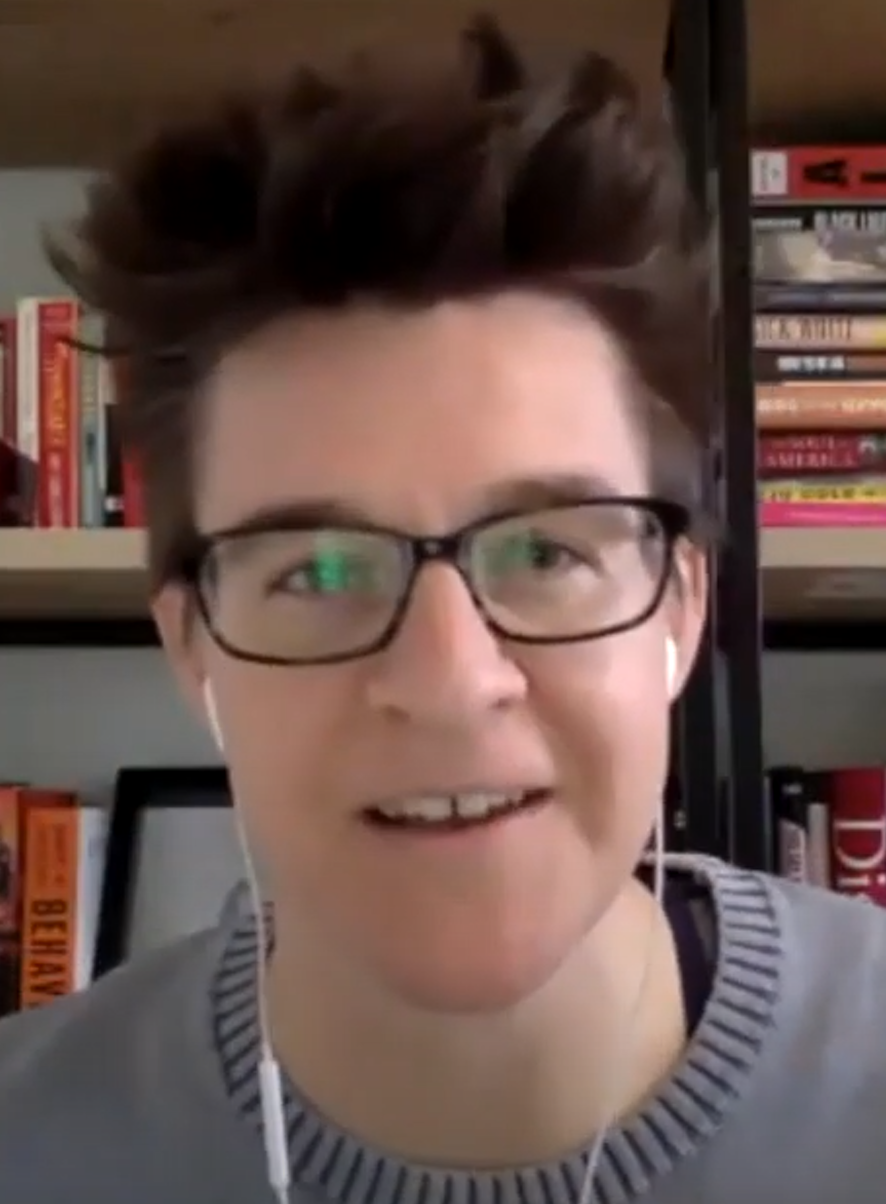
Erica Chenoweth

Chenoweth, Politologin an der Harvard University, und Maria Stephan, eine Forscherin am International Center of Nonviolent Conflict, untersuchten die Erfolgsraten von zivilem Widerstand zwischen 1900 und 2006 und konzentrierten sich dabei auf die wichtigsten gewalttätigen und gewaltfreien Bemühungen um einen Regimewechsel in diesem Zeitraum. Um als erfolgreich eingestuft zu werden, musste eine Bewegung ihre Ziele innerhalb eines Jahres nach dem Höhepunkt der Beteiligung erreichen und strenge Kriterien für Gewaltfreiheit erfüllen. Durch den Vergleich der Erfolgsraten von 323 gewalttätigen und gewaltfreien Massenbewegungen konnten Stephan und Chenoweth nachweisen, dass nur 26 % der gewalttätigen Aufstände erfolgreich waren, während 53 % der gewaltfreien Bewegungen erfolgreich waren. Von den 25 größten Bewegungen, die sie untersuchten, waren 20 gewaltfrei, und sie stellten fest, dass gewaltfreie Bewegungen im Durchschnitt viermal so viele Teilnehmer anzogen wie gewalttätige Bewegungen. Sie zeigten auch, dass gewaltfreie Bewegungen tendenziell eher zur Entwicklung demokratischerer Regime führten als gewalttätige Bewegungen.
Chenoweth prägte eine Regel über den Grad der Beteiligung, der für den Erfolg einer Bewegung erforderlich ist, und nannte sie die „3,5-Prozent-Regel“. Diese basiert auf Erkenntnissen, die ursprünglich 1995 von Mark Lichbach in „The Rebel's Dilemma: Economics, Cognition, and Society“ diskutiert wurden. Lichbach postulierte, dass 5 % der Bevölkerung eine Regierung stürzen könnten und dass keine Oppositionsbewegung jemals hoffen könnte, diese Zahl zu übertreffen, aufgrund des Trittbrettfahrerproblems. Im Jahr 2013 griff Chenoweth Lichbachs Thesen unter Verwendung eines Datensatzes wieder auf. Chenoweth fand heraus, dass fast jede Bewegung, an der mindestens 3,5 % der Bevölkerung aktiv beteiligt waren, erfolgreich war. Alle Bewegungen, die diese Schwelle erreichten, waren gleichzeitig auch gewaltfrei. Chenoweth stellte auch fest, dass gewaltfreie Bewegungen mehr Menschen anziehen als gewalttätige, unter anderem weil sie weniger körperliche Fähigkeiten oder Waffen erfordern. Chenoweth hat darauf hingewiesen, dass die Regel eher als „Faustregel“ denn als allgemeines Gesetz zu betrachten sei. Sie bezeichnete sie als beschreibende und nicht als präskriptive Theorie und betonte die Bedeutung anderer Faktoren wie Dynamik, Organisation und strategische Führung von Protestbewegungen.
In der Folge hat Chenoweth festgestellt, dass sowohl gewaltfreier als auch bewaffneter Widerstand seit 2010 an Wirksamkeit verloren haben, und kommt zu dem Schluss, dass dies darauf zurückzuführen ist, dass autoritäre Regime gelernt hätten, sich untereinander abstimmen würden und ihre Armeen und Sicherheitskräfte so ausbilden würden, dass sie Abtrünnige in ihren Reihen abschrecken. Chenoweth rät daher zivilen Widerstandsbewegungen, diese Veränderungen zu berücksichtigen und ihre Taktik entsprechend anzupassen.
Zu den erfolgreichen Bewegungen, die Chenoweth als passend für die 3,5-Prozent-Regel nennt, gehören die Zedernrevolution, die Singende Revolution, die ägyptischen Proteste von 2013/14, der Sturz des Kommunismus in Albanien, die sudanesischen Proteste von 2018/19, die Samtene Revolution und die Rosenrevolution.

## Rezeption
Der Friedensforscher Ron Pagnucco schreibt zustimmend über die der Regel zugrunde liegenden Forschungsergebnisse, weist jedoch auch darauf hin, dass „solch große Proteste auch die Position der Reformer innerhalb der Elite gegenüber den Hardlinern in einem autoritären [Regime] stärken können“, anstatt lediglich zu einem Rückgang der Unterstützung für die Machthaber beizutragen. Kyle R. Matthews argumentiert, dass Extinction Rebellion (die von der Regel inspiriert wurde) die Forschungsergebnisse missbraucht habe, da „die Daten von Chenoweth und Stephan sich auf systemische Veränderungen auf staatlicher Ebene beziehen, vor allem auf den Sturz autokratischer Regierungen, und nicht auf Veränderungen in liberalen demokratischen Staaten“.
Richard Seifman, ehemals bei der Weltbank beschäftigt, stellt fest, dass gewaltfreie Proteste in Brunei 1962 und Bahrain 2011 mehr als 3,5 % der Bevölkerung auf die Straße brachten, jedoch keinen Regimewechsel herbeiführen konnten. Chenoweth hat in Antwort darauf hingewiesen, dass Brunei und Bahrain kleine Monarchien waren, deren Herrschaftsmacht von mächtigen externen Verbündeten gestützt wurde (Großbritannien für Brunei, Saudi-Arabien für Bahrain), und dass zwar die Größe der Beteiligung mit dem Erfolg einer Bewegung zusammenhängt, es aber auch gewaltfreie Bewegungen gab, die ihre Ziele erreicht haben, ohne die 3,5 %-Unterstützungsschwelle zu erreiche. Seifman stellt außerdem fest, dass der Aufbau von Koalitionen und die Nutzung sozialer Medien für eine erfolgreiche Bewegung unerlässlich sind, während die Verbreitung von Fehlinformationen ihr eher schaden dürften.
Alexei Anisin kritisierte den genutzten Datensatz und bemerkte, dass er sowohl gescheiterte gewaltfreie Aufstände als auch erfolgreiche gewaltsame Revolutionen ignoriere. Er weist darauf hin, dass die Studie Fehler bei der Klassifizierung mache und unbewaffneten gewaltsamen Widerstand, wie den Einsatz von Stöcken, Steinen und brennenden Autos, der für den Erfolg einiger Revolutionen entscheidend gewesen sei, ignoriere.